# أنور ميديرو
أنور ميديرو رودريغيز (3 مارس 2002) هو لاعب كرة قدم إثيوبي، لعب سابقاً في نادي فرسان هسبانيا الإماراتي.

## روابط خارجية
- أنور ميديرو على موقع Soccerway.com (الإنجليزية)